# Шапкин, Виталий Владимирович
Вита́лий Влади́мирович Ша́пкин (25 сентября 1947, д. Тумерсола, Сернурский район, Марийская АССР, СССР — 14 февраля 2021, г. Йошкар-Ола, Марий Эл, Россия) — советский и российский музыкант, флейтист, концертмейстер, педагог. Заслуженный артист РСФСР (1991), заслуженный артист Марийской АССР (1980). Лауреат Государственной премии Марийской АССР (1980), лауреат премии Марийского комсомола им. О. Ипая (1978). По мнению советского композитора, народного артиста СССР, лауреата Ленинской и Государственной премий СССР А. Я. Эшпая, является одним из лучших флейтистов мира.

## Биография
Родился 25 сентября 1947 года в д. Тумерсола Сернурского района Марийской АССР в крестьянской семье. В 1962 году закончил 7 классов Большекоклалинской школы и поступил в Йошкар-Олинское музыкальное училище им. И. С. Палантая. Во время учёбы овладел искусством игры на флейте в оркестре Марийского драматического театра им. М. Шкетана.
В 1968 году обучался в Московской государственной консерватории им. П. И. Чайковского у профессора Ю. Г. Ягудина. В 1972 году по окончании консерватории ему была присвоена квалификация солиста оркестра, камерного исполнителя и преподавателя. В годы учёбы в консерватории юноша неоднократно выступал на московской эстраде. Вернувшись в Йошкар-Олу, стал преподавателем отделения духовых инструментов Йошкар-Олинского музыкального училища им. И. С. Палантая. Затем непродолжительное время работал в должности заведующего отделом культуры Оршанского райисполкома.
С мая 1974 года по 1990 год В. В. Шапкин являлся первым флейтистом в оркестре Государственного музыкального театра Марийской АССР под управлением дирижёра В. Н. Венедиктова. Для него писали свои произведения марийские композиторы К. Р. Гейст, А. И. Искандаров, А. Я. Эшпай, В. М. Алексеев, Ю. С. Евдокимов, А. К. Яшмолкин и другие.
Всего марийскими композиторами для него написано 65 произведений. В. В. Шапкин представлял в год по 2 сольные программы в Санкт-Петербурге, Москве, Уфе, Казани, Астрахани, Краснодаре, гастролировал в Венгрии, Эстонии, Финляндии.
На протяжении многих лет был дружен и сотрудничал с композитором, народным артистом СССР, лауреатом Ленинской и Государственной премий СССР А. Я. Эшпаем, по оценке которого является одним из лучших флейтистов мира.
В. В. Шапкин является автором статей и автобиографических очерков. Им изданы автобиографические книги: «О чём молчит флейта… и не только о себе» (2005), «Моя флейта» (2012), «Эшпай в моей жизни: хроника встреч и творческой дружбы с Андреем Яковлевичем Эшпаем» (2014).
Скончался 14 февраля 2021 года в Йошкар-Оле.

## Автобиографические книги
- Шапкин В. В. О чём молчит флейта… (и не только о себе). — Йошкар-Ола: Газ. «Марий Эл», 2005.
- Шапкин В. В. Моя флейта. — Йошкар-Ола: Газ. «Марий Эл», 2012[7].
- Шапкин В. В. Эшпай в моей жизни: хроника встреч и творческой дружбы с Андреем Яковлевичем Эшпаем (письма, интервью, воспоминания, дневники) / Виталий Шапкин. — Йошкар-Ола: Газ. «Марий Эл», 2014[8].

## Книги о музыканте
- Шапкин Виталий Владимирович: биобиблиографический указатель: материалы к биобиблиографии / [сост. Т. М. Попова]. — Йошкар-Ола: Марийский гос. ун-т, 2013. — 32 с.; 20 см. — (Серия «Подвижники культуры Республики Марий Эл» / М-во образования и науки Российской Федерации, ФГБОУ ВПО «Марийский гос. ун-т», Науч. б-ка им. Р. А. Пановой; вып. 25)[9].

## Звания и награды
- Заслуженный артист РСФСР (1991)[5]
- Заслуженный артист Марийской АССР (1980)[5]
- Лауреат Государственной премии Марийской АССР (1980)[5]
- Лауреат премии Марийского комсомола им. О. Ипая (1978)[5]
- Почётная грамота Верховного Совета Марийской АССР (1993)[3]